# Strzegowo (gemeente)
De gemeente Strzegowo (tot 1997 gmina Strzegowo-Osada) is een landgemeente in het Poolse woiwodschap Mazovië, in powiat Mławski.
De zetel van de gemeente is in Strzegowo.
Op 30 juni 2004 telde de gemeente 7950 inwoners.

## Oppervlakte gegevens
In 2002 bedroeg de totale oppervlakte van gemeente Strzegowo 214,23 km², waarvan:
- agrarisch gebied: 71%
- bossen: 22%

De gemeente beslaat 18,29% van de totale oppervlakte van de powiat.

## Demografie
Stand op 30 juni 2004:
| Omschrijving                   | Totaal | Totaal | Vrouwen | Vrouwen | Mannen | Mannen |
| ------------------------------ | ------ | ------ | ------- | ------- | ------ | ------ |
| eenheid                        | aantal | %      | aantal  | %       | aantal | %      |
| inwoners                       | 7950   | 100    | 3956    | 49,8    | 3994   | 50,2   |
| bevolkingsdichtheid (inw./km²) | 37,1   | 37,1   | 18,5    | 18,5    | 18,6   | 18,6   |

In 2002 bedroeg het gemiddelde inkomen per inwoner 1674,34 zł.

## Administratieve plaatsen (sołectwo)
Adamowo, Augustowo, Breginie, Budy Mdzewskie, Budy Sułkowskie, Budy Wolińskie, Chądzyny-Krusze, Chądzyny-Kuski, Czarnocin, Czarnocinek, Dalnia, Dąbrowa, Drogiszka, Giełczyn, Giżyn, Giżynek, Grabienice, Ignacewo, Józefowo, Konotopa, Kontrewers, Kowalewko, Kuskowo, Łebki, Marysinek, Mączewo, Mdzewko, Mdzewo, Niedzbórz, Pokrytki, Prusocin, Rudowo, Rydzyn Szlachecki, Rydzyn Włościański, Strzegowo, Sułkowo Borowe, Sułkowo Polne, Syberia, Unierzyż, Unikowo, Wola Kanigowska, Zabiele.

## Overige plaatsen
Aleksandrowo, Baranek, Budy Budzkie, Budy Giżyńskie, Budy Kowalewkowskie, Budy Polskie, Budy Strzegowskie, Budy-Zofijki, Drogiszka-Tartak, Gatka, Giełczynek, Huta Emilia, Kozłowo, Kuskowo Kmiece, Kuskowo-Bzury, Kuskowo-Glinki, Leszczyna, Marianowo, Nowa Maryśka, Nowiny Giżyńskie, Nowopole, Parówki, Radzimowice, Smętne, Stara Maryśka, Staroguby, Sujki, Szachowo, Szymańszczyki, Topolewszczyzna, Tuchowo, Zalesie.

## Aangrenzende gemeenten
Ciechanów, Glinojeck, Raciąż, Radzanów, Regimin, Stupsk, Szreńsk, Wiśniewo